# Carobius angustus
Carobius angustus is een insect uit de familie van de bruine gaasvliegen (Hemerobiidae), die tot de orde netvleugeligen (Neuroptera) behoort. 
Carobius angustus is voor het eerst wetenschappelijk beschreven door Nathan Banks in 1909.